# Cergio Prudencio
 (mai 2020).
Cergio Prudencio (né La Paz, Bolivie en 1955) est un compositeur, chef d'orchestre, pédagogue, chercheur et fonctionnaire bolivien qui se caractérise par l'utilisation de la musique indigène bolivienne dans ses compositions, ainsi que par l'intégration de thèmes d'identité et d'interculturalité dans sa musique. Il est également le fondateur et chef principal de l'Orchestre expérimental des instruments natifs (Orquesta Experimenal de Instrumentos Nativos, OEIN).

## Biographie
Cergio Prudencio nait en 1955, à La Paz en Bolivie.

### Carrière musicale
Il étudie la composition et la direction d'orchestre à l'université catholique bolivienne de 1973 à 1978, et participe également aux cours latino-américains de musique contemporaine dans les années 1980. Prudencio étudie également la guitare classique, la flûte, le piano et la percussion.
L'une de ses contributions les plus importantes est la création et la direction de l'Orchestre expérimental des instruments natifs (OEIN), avec lequel il exprime un mélange de ressources ancestrales avec une esthétique contemporaine. L'orchestre se produit en Argentine, Australie, Allemagne, Colombie, Mexique, Pologne, Suisse, Italie, Uruguay et Corée du Sud.
En tant que compositeur, il travaille également avec des instruments traditionnels et avec des effectifs instrumentaux conventionnels. Il écrit de la musique de chambre, de la musique symphonique, de l'opéra, de l'électroacoustique. Son travail est présenté dans divers festivals, comme celui de Perth en 1996, celui de la Fondation Pro Helvetia en 1997 et la Festival Donaueschingen en 1999.
Il conçoit la musique de plus de quarante films, ainsi que pour le théâtre, la video et la danse.

### Orchestre expérimental d'instruments natifs (OEIN)
Prudencio fonde l'orchestre à partir de différentes références musicales dont la musique aymara de Bolivie, présente et actuelle dans les environs de La Paz. Un groupe de musique contemporaine appelé Aleatorio avait précédemment vu le jour en 1978 pour diffuser les compositeurs boliviens, et était constitué par José Luis Prudencio, Franz Terceros, Nicolás Suárez et Cergio Prudencio, tous diplômés de l'atelier de musique de l'université catholique bolivienne.
L'influence des compositeurs et des mouvements en dehors de la Bolivie influence également l'apparition de l'OEIN, comme le cas du compositeur guatémaltèque Joaquín Orellana (es), qui avait intégré des paysages sonores de son environnement local, avec des sons instrumentaux et électroniques, ainsi que ses propres créations d'instruments qui mélangent les cultures indigènes avec d'autres environnements acoustiques.
Prudencio parvient à fonder l'OEIN en 1986, réunissant un ensemble qui pratique la musique traditionnelle des plateaux boliviens, sans dénaturer les caractéristiques des instruments aérophones et de percussion qui le composent.

### Fondation culturelle de la Banque centrale de Bolivie
En mai 2016, Prudencio est désigné comme président de la Fondation culturelle de la Banque centrale de Bolivie, laquelle a commencé à opérer à partir du 31 octobre 2017.
Liste d'œuvres.